# Мюссо-Гулар, Рене
Рене Мюссо-Гулар (фр. Renée Mussot-Goulard; 22 декабря 1932 — 12 марта 2011) — французский философ, историк и археолог, профессор Сорбоннского университета. Автор ряда книг по истории Франции в период правления Каролингов, а также средневековой истории Аквитании и Гаскони.

## Научные интересы
Наибольший интерес у Рене Мюссо-Гулар вызывала эпоха раннего Средневековья. В книге «Готы» (фр. Les Goths) ею рассматривается период Великого переселения народов и истории миграции готов по равнинам Европы от Дакии до Бордо в период распада Римской империи. В своей последней части книга содержит описание недавних археологических открытий в Центральной Европе и выводы о мотивах перемещения германских народов в Европе. В книге подробно описаны религиозные представления готов (проблема арианства в раннем Средневековье), процесс создания вестготского государства.
Также учёную привлекает проблема создания империи Карла Великого («Карл Великий» — фр. Charlemagne). В этой книге Рене Мюссо-Гулар производит разносторонний анализ основы власти Карла Великого, а также идеи новой (по отношению к Римской империи) императорской власти в Европе.

## Основные произведения
- Les Princes de Gascogne. Marsolan : CTR, 1982.
- Enquête sur Maignaut. Marsolan : CTR, 1985.
- Histoire de Condom. Marsolan : CTR, 1988.
- La France carolingienne : 843—987. Paris : Presses universitaires de France, collection «Que sais-je?», 1988, 1994.
- Le baptême qui a fait la France : de Blandine à Clovis. Paris : Perrin, 1996.
- Histoire de la Gascogne. Paris : Presses universitaires de France, collection «Que sais-je?», 1996.
- Clovis. Paris : Presses universitaires de France, collection «Que sais-je?», 1997.
- Charlemagne. Paris : Presses universitaires de France, collection «Que sais-je?», (1984, 1992, 1998).
- Les Goths. Biarritz : Atlantica, 1999.
- Brigitte, princesse en Gascogne. Biarritz : Atlantica, 2000.
- La Dame d’Eauze. Biarritz : Atlantica, 2004.
- Roncevaux : samedi 15 août 778. Paris : Perrin, 2006.